# Maurice Rondeau
Maurice Rondeau, né le 25 août 1911 et mort le 3 mai 1945, est un prêtre catholique français qui a été déporté pendant la Seconde Guerre mondiale, mort en captivité des suites de son incarcération.
Il a été proclamé bienheureux avec 49 autres religieux français victimes de déportations par le pape Léon XIV le 22 juin 2025.

## Origines
Né le 25 août 1911 à Neuvy, près d’Esternay dans la Marne). Maurice Rondeau est ordonné prêtre le 29 juin 1936. Il était le fils d'Alfred Michel Henri Rondeau et Blanche Claire Octave Houdry. La famille Rondeau puise ses origines dans le secteur de Pailly dans l'Yonne.

## Sacerdoce
Il exerce son ministère en tant que professeur au séminaire de Meaux et étudie les lettres à l’Institut catholique de Paris.

## Captivité
Mobilisé en août 1939 comme sergent au 7e RI. Le 12 mai 1940, il est cité et décoré après le combat de Félicy. Il est fait prisonnier en juin 1940. Il est affecté au Stalag VI-G en Allemagne. Il anima un journal en captivité et soutint le moral des prisonniers sur l'ensemble du Stalag VI. Il est affecté après septembre 1943 à l'établissement Saint-Gobain de Stolberg, il devient "prisonnier transformé" avec d'autres prêtres captifs pour apporter un soutien moral et religieux aux travailleurs civils, notamment ceux du STO.
Il sera finalement déporté à Buchenwald après avoir été arrêté le 7 août 1944 à Aix-la-Chapelle. Il a été accusé d'avoir formé un groupe para-militaire, il avait en parallèle, largement participé à la mise en place une filière d'évasion.
Les nazis évacuent les détenus du camp par wagons le 8 avril 1945. Maurice Rondeau fait partie des déportés survivants, 600 sur 5000 partis de Buchenwald, libérés le 23 avril par la 2e armée américaine. Il décède le 3 mai 1945 à l’hôpital de Cham de tuberculose pulmonaire.

## Dédicaces
La commune de Rebais (77) accueille un monument à la mémoire du Père Rondeau. La commune de Bussy-Saint-Georges (77) accueille un collège-lycée privé sous contrat d'association avec l'Etat qui porte son nom.

## Procès en béatification
Le procès en béatification a été ouvert en 1988, son postulateur est l'évêque émérite de Blois, Maurice de Germiny. Il a été reconnu bienheureux de l'Eglise catholique le 20 juin 2025 avec 49 autres religieux morts en captivité pendant la seconde guerre mondiale.